# Echinorhynchus platessoides
Echinorhynchus platessoides är en hakmaskart som beskrevs av Gmelin 1790. Echinorhynchus platessoides ingår i släktet Echinorhynchus och familjen Echinorhynchidae. Inga underarter finns listade i Catalogue of Life.